# Latomío (Kilkís)
Latomío (grec moderne : Λατομείο) est une localité située dans le dème de Péonie, dans le district régional de Kilkís, dans la periphérie de Macédoine-Centrale, en Grèce.
Selon le recensement de 2011, elle compte 2 habitants.